# Парфенюк Олександр Сергійович
Парфеню́к Олекса́ндр Сергі́йович — український вчений и педагог в галузі хімічного машинобудування, доктор технічних наук, професор Донецького національного технічного університету.

## Біографія
Олександр Сергійович Парфенюк народився 16 травня 1947 року в м. Константинівка, Донецької області, Україна. Батьки — шкільні вчителі: Сергій Федорович — з географії, астрономії та фізики; Марія Іванівна — з ботаніки і біології. Також має брата 1950 року народження. Має 4 онуки.
Після закінчення у 1966 році Костянтинівського індустріального технікуму за спеціальністю «технік-механік» вступив до Українського заочного політехнічного інституту. У 1969–1972 роках продовжив навчання у Донецькому політехнічному інституті. Після закінчення інституту отримав диплом інженера-механіка, за спеціальністю «Машини і апарати хімічних виробництв» і був залишений на роботу інженером науково-дослідної частини.
З 1974 року викладав у Донецькому політехнічному технікумі. У 1976 році був обраний за конкурсом старшим викладачем кафедри «Машини і апарати хімічних виробництв». У 1979 році поступив до аспірантури Московського інституту хімічного машинобудування, у 1981 році захистив кандидатську дисертацію та повернувся на викладацьку роботу до Донецького політехнічного інституту. У 1988 році було присвоєне звання доцента.
З 1982 по 2004 роки керував більш ніж 20 науково-дослідними та проектними роботами. З 2001 року професор кафедри «Машини та апарати хімічних виробництв». 2004 рік декан факультету екології та хімічної технології ДонНТУ.
У 2010 році захистив докторську дисертацію.
У лютому 2011 році обраний завідувачем кафедри «Обладнання переробних технологічних комплексів» ДонНТУ.

## Наукова діяльність
Основні наукові інтереси: надійність та ефективність хіміко-технологічного обладнання, механіка дискретних матеріалів, техніка і технологія переробки твердих відходів.
О. С. Парфенюк автор більше 300 науково-технічних праць, у тому числі 75 авторських свідоцтв та патентів. Підготовлено 8 кандидатів технічних наук та більш ніж 50 магістрів.

## Нагороди, почесні знаки та звання
- Нагрудний знак «Винахідник СРСР» (1982)
- Бронзова (1974) та дві срібні (1979 та 1981) медалі ВДНГ СРСР
- Премія Ради міністрів СРСР (1991)
- Почесне звання «Заслужений винахідник України» (1996)
- Нагрудний знак «Відмінник освіти України»(2001)
- Ветеран праці України (2007)
- Почесна грамота Кабінету Міністрів України (2016)